# Ариобарзан II Ктист
Ариобарзан II Ктист (др.-греч. Ἀριoβαρζάνης) — персидский сатрап Понта и царь полунезависимого Понтийского царства (ок. 363 до н. э. — 337 до н. э.).
Ариобарзан был сыном Митридата, которого он заместил как правитель Понта в 367 до н. э. В следующем году Ариобарзан поднял восстание против царя Артаксеркса II и смог создать небольшое Понтийское царство. Его поддержали афиняне, даровавшие Ариобарзану и его сыновьям афинское гражданство.